# Ossip Bernstein

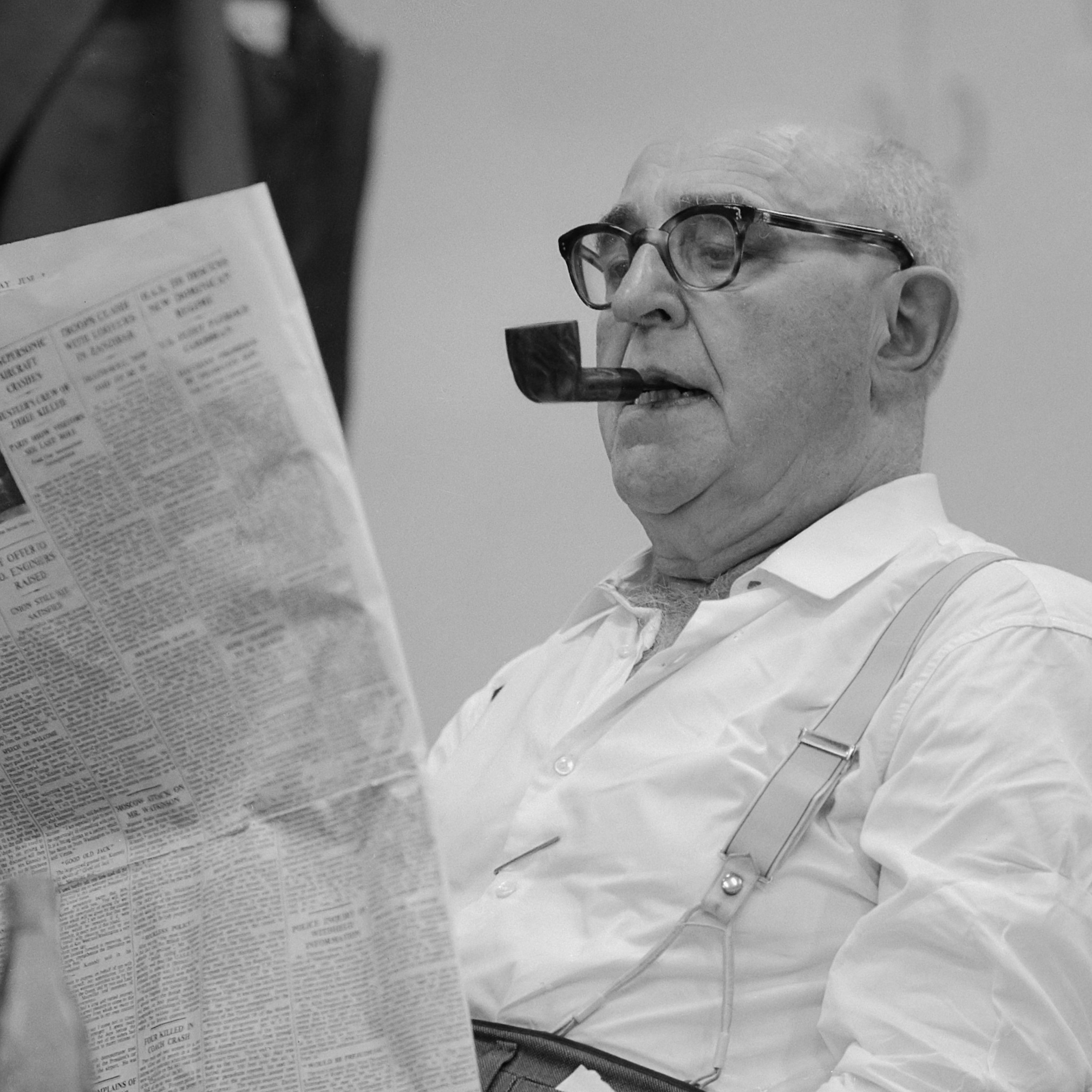
Ossip Bernstein (1961)

Ossip Samoljovitsj Bernstein (Russisch: Осип Самойлович Бернштейн) (Zjytomyr, 20 september 1882 - Saint-Arroman, 30 november 1962) was een Oekraïens-Franse schaker. In 1912 werd hij schaakkampioen van Moskou en eerst in 1950 werd hij FIDE-grootmeester.
Zijn eerste toernooi was Hannover in 1901, waar hij meteen tweede werd. De editie erop, in 1902, kon hij wel winnend afsluiten. In 1903 was hij een van de spelers in een sterk bezette blindsimultaanvoorstelling, gegeven door Harry Nelson Pillsbury. Pillsbury behaalde op 21 borden een score van +3, =11, -7; gezien de tegenstand een sterke prestatie. Bernstein zelf haalde remise.
Hij bleef sterker en sterker spelen, zo eindigde hij in 1906, gedeeld met Carl Schlechter, in Stockholm bovenaan. Zijn beste prestatie in zijn beginjaren leverde hij door samen met Akiba Rubinstein gedeeld eerste te worden in het grote (29 deelnemers) toernooi van Oostende 1907. Hij versloeg Rubinstein in hun onderlinge partij en liet gevestigde waarden als Nimzowitsch, Miese, Teichman, Duras, Tartakover en Spielmann achter zich. Maar zijn intellect beperkte zich niet tot het schaakspel – in dat jaar behaalde hij ook zijn doctorstitel aan de universiteit van Heidelberg. Hij trouwde en reisde terug naar Moskou, waar hij een topcarrière uitbouwde als advocaat in internationaal recht. Hij had handenvol werk (en verdiende handenvol geld) met zijn diensten aan banken en industriëlen, en zo bleef er weinig tijd over om te schaken. Hij beperkte zich tot enkele toptoernooien, waardoor zijn prestaties maar matig lijken – door het gebrek aan speelervaring. Slechts drie toptoernooien speelde hij in die periode voor de Eerste Wereldoorlog: Sint-Petersburg 1909 (hij werd vijfde), San Sebastian 1911 (gedeeld 8e–9e) en Sint-Petersburg 1914. In San Sebastian had hij geklaagd dat de onbekende speler José Raúl Capablanca tot het toernooi werd toegelaten, maar verloor vervolgens hun onderlinge partij, waarvoor Capablanca de Brilliancy Prize ontving. In Sint-Petersburg 1914 was hij de enige die een partij van Lasker kon winnen. Het deed hem pijn om zijn vriend daarmee op een achterstand van anderhalf punt van Capablanca te zetten. Maar het bood Lasker wel de kans om in de finale de remonte van de eerste helft van de 20ste eeuw neer te zetten en toch het toernooi te winnen.
Hij was een vermogend man die zijn fortuin echter in de Russische Revolutie van 1917 verloor. Hij ontvluchtte zijn vaderland en trok zoals veel Russen naar Parijs waar hij opnieuw rijkdom vergaarde. Een aantal jaren later bij de beruchte beurskrach van 1929 kwam hij opnieuw in financiële problemen. Opnieuw moest hij zijn fortuin terug opbouwen. Ook dit keer lukte hem dit, maar het noodlot bleef hem achtervolgen: in 1940 brak de Tweede Wereldoorlog uit en Bernstein moest opnieuw vluchten, dit keer naar Spanje. Maar ook een derde keer bouwde hij zijn leven en carrière terug op.
| 8 | rd |    |    | qd | kd |    |    | rd |
| 7 | pd | pd | pd | bd | bd | pd | pd | pd |
| 6 |    |    | nd | pd |    | nd |    |    |
| 5 |    | bl |    |    | pd |    | bl |    |
| 4 |    |    |    | pl | pl |    |    |    |
| 3 |    |    | nl |    |    | nl |    |    |
| 2 | pl | pl | pl |    |    | pl | pl | pl |
| 1 | rl |    |    | ql |    | rl | kl |    |
|   | a  | b  | c  | d  | e  | f  | g  | h  |

Bernstein speelde ook op het Schaaktoernooi Groningen 1946. In 1954 speelde hij in Montevideo zijn beroemde partij tegen Miguel Najdorf en in datzelfde jaar kwam hij met succes uit voor Frankrijk op de Schaakolympiade. In 1956 speelde hij zijn laatste toernooi, ongeveer vijftig jaar later dan het eerste. Hij overleed in een sanatorium in de Franse Pyreneeën. In een in memoriam omschreef Edward Lasker zijn overleden vriend Ossip Bernstein als de laatste van de sterren die de klassieke „gouden“ periode hadden verlicht.
Ossip Bernstein heeft de schaakwereld een variant nagelaten, de Bernsteinvariant in de schaakopening Spaans met de volgende zetten: 1.e4 e5 2.Pf3 Pc6 3.Lb5 d6 4.d4 Ld7 5.Pc3 Pf6 6.0-0 Le7 7.Lg5 (diagram)

## Overige resultaten als schaker
- In juni 1902 won Bernstein een toernooi in Berlijn.
- In juli–augustus 1902, eindigde hij in Hannover tweede, achter Walter John in de A-groep van het 13e DSB Congress.
- In 1902/03, won hij in Berlijn.
- In september 1903 werd hij tweede, achter Michail Tsjigorin, in het schaaktoernooi van Kiev (het derde Russische schaakkampioenschap).
- In 1903/04 werd hij gedeeld 2e–3e met Rudolf Spielmann, achter Horatio Caro, in Berlijn.
- In juli–augustus 1904 werd hij gedeeld 4e–5e in Coburg (14e DSB Congress).
- In augustus 1905 werd hij gedeeld 4e–5e in Barmen (Masters A).
- In 1906 werd hij gedeeld 4e–6e in Oostende.
- In 1911 won hij het kampioenschap van de stad Moskou.
- In 1912 werd Bernstein tweede, achter Rubinstein, in het Russische kampioenschap in Vilna.
- In januari 1914 verloor hij een mini-match tegen Capablanca in Moskou (+0 =1 −1).
- In april–mei 1914 werd hij gedeeld 6e–7e met Rubinstein in de voorrondes van het schaaktoernooi van St. Petersburg.
- In 1922 verloor hij een mini-match tegen Aleksandr Aljechin, in Parijs (+0 =1 −1).
- In 1930 werd hij tweede, achter de meervoudig kampioen van Zwitserland Hans Johner, in Le Pont.
- In juli 1932 werd hij gedeeld 5e–6e met Efim Bogoljubov in Bern.
- In 1932 versloeg hij de Zwitserse schaker Oskar Naegeli (+3 =0 −1) in Zürich.[1]
- In 1933 eindigde een trainingmatch, in Parijs, met de regerend wereldkampioen Aleksandr Aljechin in een gelijkspel (+1 =2 −1).[1]
- In 1934 eindigde hij gedeeld 6e–7e met Aaron Nimzowitsch in het door Aljechin gewonnen toernooi in Zürich.
- In 1938 behaalde hij een gelijkspel in een math met de Tsjech Oldřich Duras in Praag (+1 =1 −1).[2]

Tijdens de Tweede Wereldoorlog speelde hij in de lente van 1940 in Parijs vriendschappelijke partijen met Aljechin en anderen. Na de Tweede Wereldoorlog hervatte Bernstein het schaken. 

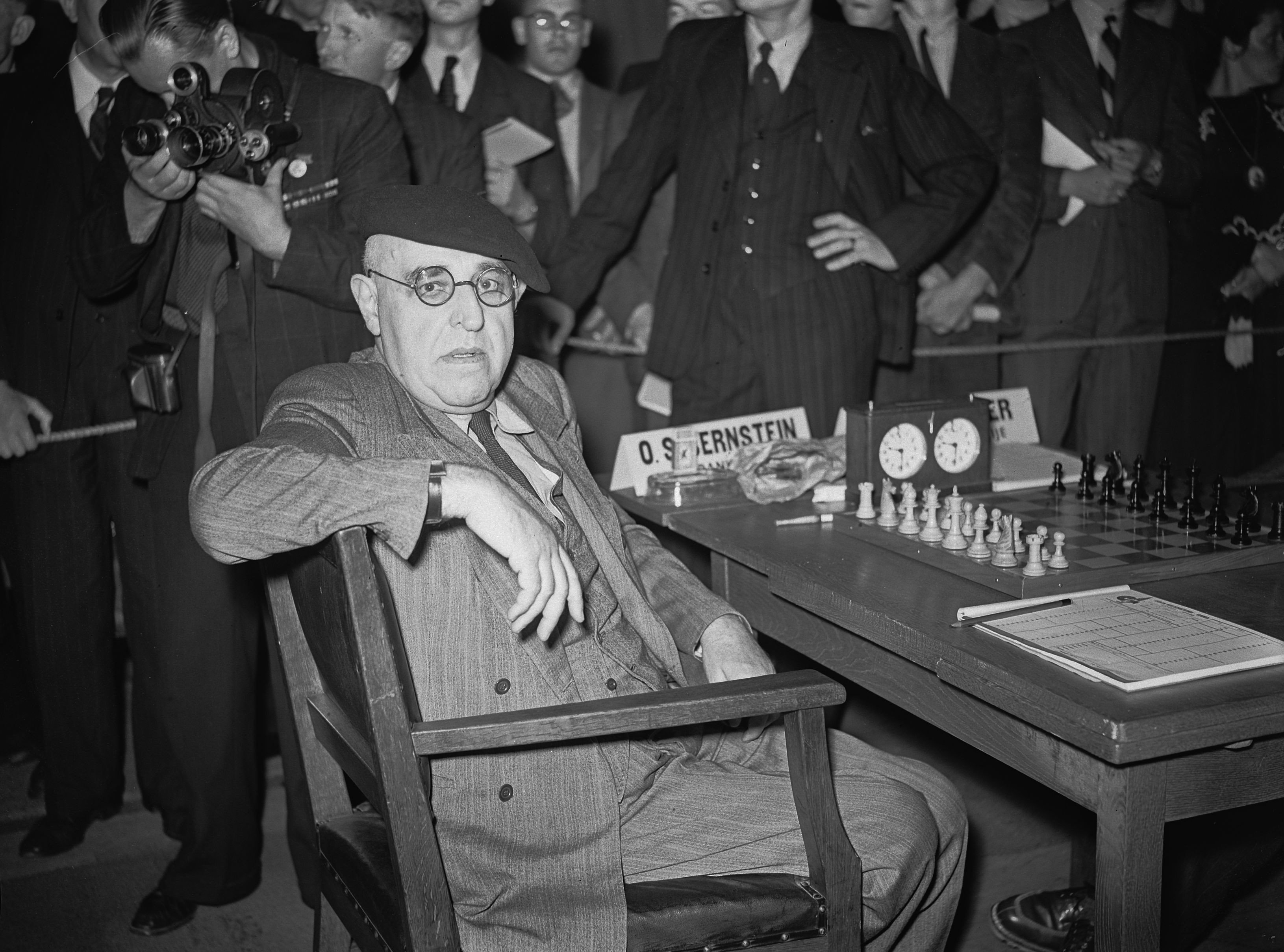
Bernstein, 1946

- In 1946 werd hij tweede, achter de Amerikaan Herman Steiner, in Londen; hij werd gedeeld 15e–16e in Groningen en won een partij tegen de Australiër Lajos Steiner in een match Australië versus Frankrijk, gehouden in Australië.
- In december 1948 speelde hij remise tegen Reuben Fine tijdens een match op afstand, New York versus Paris.
- In april 1954 verloor hij twee partijen van David Bronstein tijdens een match Frankrijk versus de Sovjet-Unie, gehouden in Parijs.
- In 1954 werd hij in Montevideo op 72-jarige leeftijd gedeeld 2e–3e met Miguel Najdorf, achter René Letelier. Najdorf protesteerde dat het niet eerlijk was om te spelen tegen zo'n oude tegenstander, en kreeg toen zoveel vertrouwen in zijn overwinning dat hij de organisators van het toernooi wist te overtuigen het prijzengeld voor de winnaar te verdubbelen ten koste van de uitbetaling voor de lagere prijzen. Dit was een gok die voor Najdorf spectaculair ongunstig uitpakte omdat Bernstein vanuit de Oud-Indische opening won in 37 zetten, waarmee Bernstein ook de Brilliancy Prize won.
- In 1954 speelde Bernstein aan het eerste bord van het Franse team bij de 11e Schaakolympiade in Amsterdam 1954 (+5 =5 −5). Bij de 12e Olympiade (Moskou 1956) was hij ook lid van het Franse team, maar speelde niet mee vanwege ziekte.

Toen FIDE in 1950 officiële titels invoerde, kreeg Bernstein de titel Grootmeester. Hij had scores van (bijna) 50% tegen grootheden zoals de tweede wereldkampioen Emanuel Lasker (+2 =1 −3), Akiba Rubinstein (+1 =7 −1), Aaron Nimzowitsch (+1 =4 −2), Michail Tsjigorin (+2 =0 −1) en Salo Flohr (+0 =3 −0).  Hij had echter geen hoge score tegen de derde  wereldkampioen José Raúl Capablanca (+0 =1 −3) en de vierde wereldkampioen Aleksandr Aljechin (+1 =5 −8).

## Gebeurtenis in Odessa (1918)
Op 36-jarige leeftijd werd Bernstein in 1918 in Odessa gearresteerd door de Bolsjewistische geheime politie, die de taak had "contrarevolutionaire" misdaden te onderzoeken en te bestraffen. Bernstein zou worden doodgeschoten door een vuurpeloton omdat hij juridische adviezen had gegeven aan banken. Op de dag van zijn executie werd het vuurpeloton opgesteld. Maar toen wilde de hoofdofficier de lijst van veroordeelden inzien en herkende de naam van Bernstein omdat hij een enthousiast schaker was. Na Bernstein te hebben aangesproken deed hij hem het volgende aanbod. Ze zouden een partij schaken; bij winst zou Bernstein zijn leven en zijn vrijheid herwinnen, bij remise of verlies zou hem hetzelfde lot wachten als de overige ter dood veroordeelden. Bernstein won snel en werd vrijgelaten. Hij ontsnapte via een Brits schip en vestigde zich in Parijs.